# Chelodina expansa
Chelodina expansa är en sköldpaddsart som beskrevs av  Gray 1857. Chelodina expansa ingår i släktet Chelodina och familjen ormhalssköldpaddor. Inga underarter finns listade i Catalogue of Life.
Arten förekommer i Australien i delstaterna Queensland, South Australia, Victoria och New South Wales.